# Сибирский 3-й казачий полк
3-й Сибирский казачий полк — воинская часть Российской империи, сформированный изначально как 3-й Сибирского линейного казачьего войска.

## История
- 1808 г. Августа 19. На основании положения о Линейном Сибирском казачьем войске учреждён 1-й отдел сего войска.
- 1812 год. — Назван — Линейного Сибирского казачьего войска полк № 1.
- 1846 г. Декабря 5. Назван — Сибирского линейного казачьего войска конный полк № 1-го.
- 1851 г. Декабря 2. Назван — Сибирский линейный казачий конный № 3-го полк.
- 1861 г. Марта 5. Назван — Сибирский казачий конный № 3-го полк.
- 1871 г. Октября 25. Назван — 3-й конный полк Сибирского казачьего войска.
- 1880 г. Июля 30. Назван — Сибирский казачий № 3-й полк.
- 1894 г. Мая 24. Назван — 3-й Сибирский казачий полк.

## Полковая униформа

### Форма
При общей казачьей форме полк носил: мундир, чекмень, тулья — тёмно-зелёные, погон, лампас, колпак папахи, околыш, клапан — пальто, шинели, выпушка — алый. Металлический прибор — серебряный.

## Источник формирование
3-й Сибирский казачий полк формировался из казаков 3-го военного отдела Сибирского казачьего войска. В состав отдела входили следующие станицы:
- 1 сотня
- 2 сотня
- 3 сотня
- 4 сотня
- 5 сотня
- 6 сотня

## Знаки отличий
- Полковое знамя — простое «1582 — 1909», с Александровской юбилейной лентой, пожалованное 1909 г. Апреля 14.
- Одиночное белевые петлицы на воротнике и обшлагах мундиров нижних чинов, пожалованные 1908 г. Декабря 6.

## Командиры полка
- 29.03.1907 — 25.04.1909 — полковник Усачёв, Александр Яковлевич
- 08.12.1911 — полковник Сергеев, Евпсихий Сергеевич